# Chelsi Smith
Chelsi Smith (Redwood City, 23 de agosto de 1973 — 8 de setembro de 2018) foi uma rainha da beleza norte-americana, eleita Miss Universo 1995 em Windhoek, Namíbia, em maio daquele ano. Ela foi a primeira mestiça na história a ser coroada Miss Universo.

## Biografia
Chelsi nasceu na Califórnia filha de pai negro e mãe branca, ambos de dezenove anos de idade. Seus pais de divorciaram quando ela tinha apenas dois anos e sua mãe, uma alcóolatra na época, deu aos pais do marido a custódia da filha. Chelsi e seus avós se mudaram para o Texas quando ela tinha sete anos, onde se divorciaram, fazendo com que a menina crescesse num lar dividido enquanto cursava a escola secundária em Deer Park. Antes de participar do Miss USA, ela cursava o segundo ano no San Jacinto Junior College, na área metropolitana de Houston.
Em 1994 ela competiu pela primeira vez no Miss Texas, sendo apenas semifinalista. Voltou a competir no ano seguinte, pela cidade de Galveston, quando foi eleita Miss Texas USA. Foi a primeira mestiça a conquistar o título estadual na história do concurso.

### Miss EUA
Chelsi competiu no Miss USA 1995, realizado em fevereiro daquele ano em South Padre Island, no Texas, onde recebeu as notas mais altas dos juízes nas preliminares e nas semifinais entre as 50 concorrentes, avançando para o Top 6 em primeiro lugar, depois de liderar o desfile de maiô e as entrevistas. Ela continuou a liderar a competição até o Top 3, onde o desfile de trajes de noite e suas respostas finais lhe deram a coroa, além do prêmio de Miss Simpatia, que também tinha conseguido no Miss Texas, tornando-se a primeira Miss EUA a ter os dois títulos.

### Miss Universo
Após o título nacional, Chelsi viajou à Namíbia para disputar o Miss Universo, realizado pela primeira vez num país africano. Ela recebeu novamente as melhores pontuações durante a etapa preliminar, classificando-se para o Top 10 em primeiro lugar. Na etapa semifinal, liderou o desfile em traje de banho, ficou em terceiro na entrevista e em sétimo no traje de noite, mantendo-se na primeira colocação geral e passando para o Top 3. Na disputa final contra a Miss Índia Manpreet Brar e a Miss Canadá Lana Buchberger, Chelsi levou a melhor e foi coroada Miss Universo, a primeira norte-americana a conseguir o titulo em quinze anos e assim se tornando a primeira mestiça na história a ser coroada Miss Universo.

## Vida posterior e morte
Após coroar sua sucessora em 1996, Chelsi fez trabalhos como modelo para algumas grandes marcas americanas e apareceu em séries de televisão, além de gravar um single para a Sony Music, que fez parte da trilha sonora do filme "Tudo Pra Ficar com Ele", com Cameron Diaz.
Casou-se com seu noivo e professor de ginástica Kelly Blair, de quem se divorciou anos depois, passando a viver em Los Angeles.
Morreu de câncer de fígado em 8 de setembro de 2018.